# Hirtenacker
Ein Hirtenacker war ein Acker, dessen Ertrag einem Gemeindehirten als Teil seiner Besoldung zustand. So erhielt 1797 der Gemeindehirt Gießberger in Dombühl

„12 Rothenburger Malter Dinkel,
32 1/2 Gulden an barem Geld,
2 Klafter 6 Schuh großes Holz nebst Stöck, und Abholz,
1 1/4 Tagwerk Wiesen an die Furthwiesen stoßend,
1/2 Tagwerk Wiesen am See,
3/4 Tagwerk unterhalb dem vorderen Rödlein.
Dazu freie Wohnung im Hirtenhaus mit Gras-, Schor- und Krautgarten, nebst noch 1/2 Viertelacker unweit dem Hirtenhaus, im Brünnlein liegend und 1/4 Acker auf dem Berg.“

Die Bezeichnung hat sich vielerorts als Flur- oder Straßenname erhalten.